# Rodrigo Pessoa
Rodrigo de Paula Pessoa (* 29. November 1972 in Neuilly-sur-Seine) ist ein brasilianischer Springreiter und Olympiasieger.

## Karriere

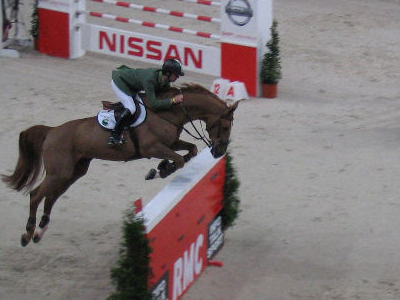
Rodrigo Pessoa mit Baloubet du Rouet im Großen Preis von Paris-Bercy 2005

Bei den Olympischen Spielen 2004 wurde er auf Baloubet du Rouet Olympiasieger im Springreiten. Er profitierte dabei von der Disqualifikation des Iren Cian O’Connor, dessen Pferd Waterford Cristal gedopt war. 1996 und 2000 hatte er bereits mit der brasilianischen Mannschaft die Bronzemedaille gewonnen. Bei den Weltreiterspielen 1998 gewann er die Einzel-Goldmedaille. 2006 konnte er nicht starten, da sich sein Pferd Baloubet kurz zuvor verletzt hatte. Er nahm aber als Trainer der brasilianischen Mannschaft teil.
In den Jahren 1998, 1999 und 2000 gewann er in Folge mit Baloubet du Rouet das Weltcupfinale der Springreiter. Mit Lianos Z gewann er 1998 die Einzelwertung der Weltreiterspiele im Rom.
Zudem gewann er im Jahr 2007 mit Rufus als Mitglied der brasilianischen Mannschaft die Mannschafts-Goldmedaille und die Einzel-Silbermedaille bei den Panamerikanischen Spielen, den kontinentalen Meisterschaften des amerikanischen Doppelkontinents. Bei den Panamerikanischen Spielen 2011 gewann er mit Ashley Mannschaftssilber.
Bereits 1994 gewann er auf L.P. Special Envoy den Großen Preis beim CHIO Aachen, Deutschlands bedeutendstem Reitturnier.
Er war von 2007 bis 2011 Präsident des International Jumping Rider Clubs (IJRC), der Interessenvertretung von Springreitern, die unter den Top 100 der Weltrangliste platziert sind. Seine Nachfolge trat der Spanier Cayetano Martínez de Irujo an, der dieses Amt bereits vor 2007 innehatte.
Von 2014 bis 2018 war Rodrigo Pessoa Aktivenvertreter im Springkomitee der FEI. Für die Olympischen Sommerspiele 2016 in seinem Heimatland wurde Pessoa nur als Reservereiter nominiert. Enttäuscht hierüber verzichtete er zugunsten von Felipe Amaral auf den Reservereiterplatz.
Als Teammanager unterstützt Pessoa seit dem Frühjahr 2017 die irischen Springreiter, so ist er für sie etwa Equipechef bei Nationenpreisen. Selbst als Reiter tritt er nur noch bei im Schnitt unter 20 internationalen Turnieren pro Jahr an.
Rodrigo Pessoas Anlage ist die „Haras de Ligny“ in Fleurus in der Nähe von Brüssel.

## Privates
Der Trainer und ehemalige Springreiter Nelson Pessoa ist sein Vater.
Im September 2009 heiratete Rodrigo Pessoa die US-amerikanische Springreiterin Alexa Weeks, die beiden haben zwei Töchter (geboren 2011 und 2016). Aus seiner ersten Ehe mit der Springreiterin Kery Potter, die er im Juni 2001 heiratete, hat er ebenfalls eine Tochter, die bei ihrer Mutter lebt.

## Auszeichnungen
Im Januar 2011 wurde Pessoa vom Internationalen Sportjournalistenverband AIPS als einer von drei Sportlern mit dem „Pierre de Coubertin World Fair Play Diploma“ ausgezeichnet. Damit wurde sein sportlich faires Verhalten honoriert, welches er im Finale der besten vier Springreiter mit Pferdewechsel bei den Weltreiterspielen 2010 zeigte. Hier gab er seinem Konkurrenten Abdullah al-Sharbatly Hinweise, wie dieser Rebozzo (Pessoas Pferd) reiten sollte, sowie zum Parcours. Al-Sharbatly, für den dies das erste Einzelfinale auf internationalem Topniveau war, erritt Silber in der Einzelwertung; Pessoa verpasste die Medaillenränge als Viertplatzierter.
Bei der Eröffnungsfeier der Olympischen Sommerspiele 2012 wurde ihm die Ehre zuteil, Fahnenträger der brasilianischen Mannschaft zu sein.

## Doping
Bei den Olympischen Spielen 2008 startete er mit Rufus. Die Einzelwertung schloss er hier mit den fünften Platz ab. Noch während der Olympischen Spiele wurde jedoch bekannt, dass Pessoas Pferd positiv auf Nonivamid getestet wurde. Da zum Zeitpunkt der Olympischen Reiterspiele 2008 Nonivamid, genauso wie Capsaicin, je nach Anwendungsbereich als unerlaubte Medikation oder als Doping (an den Beinen, hier als schmerzverursachende Substanz) eingestuft war, musste geklärt werden, um welchen Tatbestand es sich im Fall Pessoa handelte. Das FEI-Tribunal konnte keinen Doping-Tatbestand beweisen und verurteilte Pessoa Ende August 2008 zu einer viereinhalbmonatigen Sperre aufgrund unerlaubter Medikation. Pessoa selbst begründete den Nonivamid-Fund zum einen mit der Verwendung einer nonivamidhaltigen Salbe durch den Pferdepfleger, zum anderen damit, dass sich Rufus und das Pferd von Álvaro Affonso de Miranda Neto, Picolien Zeldenrust (die während der Olympischen Spiele operiert werden musste), eine Eismaschine teilen mussten und es hierdurch zu einer Verschmutzung gekommen sei. Gleichzeitig beschuldigte er andere Reiter (ohne Nennung von Namen), regelmäßig manipulative Maßnahmen an ihren Pferden vorzunehmen. Rodrigo Pessoa legte gegen die Entscheidung des FEI-Tribunals beim Internationalen Sportgerichtshof (CAS) Klage gegen das Urteil ein. Ein Urteil des CAS in diesem Fall ist nicht bekannt geworden, die FEI wertete Pessoa bei den Olympischen Spielen 2008 als disqualifiziert.

## Pferde (in Auswahl)

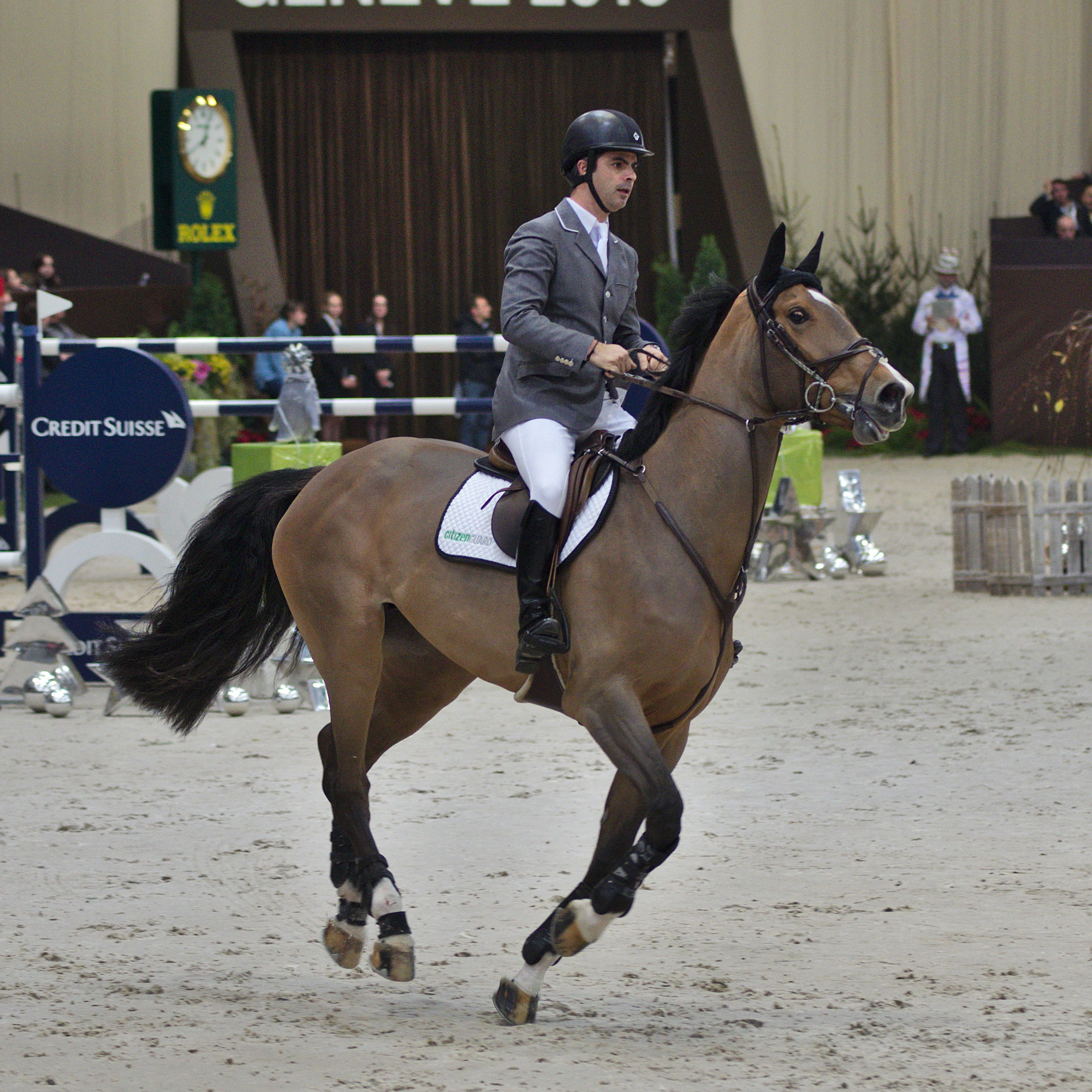
Rodrigo Pessoa und Cadjanine Z beim CHI Genf 2013

- Rufus (* 1998), brauner KWPN-Wallach, Vater: Landaris, Muttervater: Renville[16]
- Baloubet du Rouet (* 1989), Selle Français Fuchs-Hengst, Vater: Galoubet A, Muttervater: Starter[17]
- Lianos Z (auch Gandini Lianos, * 1987), brauner Holsteiner Wallach, Vater: Landlord, Muttervater: Landego[18]
- Special Envoy (* 1980; † Februar 2010), Irischer Fuchswallach, Vater: King of Diamonds[19][20]